# Ž
A Ž (kisbetűs alakban: ž) a latin Z-ből hacsek hozzáadásával képzett betű (cseh: háček, szlovák: mäkčeň, szlovén: strešica, szerbhorvát: kvačica). Általában a posztalveoláris, zöngés réshangot (a zsák szó első hangját, az IPA [ʒ] hangját) jelöli. Ezenkívül a ž a cirill ж latinizálása az ISO 9-ben és a tudományos átírásban.
A számítógépes alkalmazásokban a Ž és ž az Unicode U + 017D illetve U + 017E kódpontokon vannak. Windows számítógépeken Alt + 0142 illetve Alt + 0158 begépelésével állítható elő.
Azokban az ábécékben, amelyekben szerepel a Ž, többnyire ez az utolsó betű; kivétel ez alól az észt és a türkmén.

## Eredet
A cseh ábécéből származik. Először a 15. században jelent meg cseh nyomtatott könyvekben. A Ż betűből fejlődött ki, melyet a 15. század eleji De orthographia Bohemica szerzője (valószínűleg Husz János) vezetett be a latin ábécében nem szereplő szláv frikatívához. A punctus rotundust fokozatosan váltotta fel a hacsek. Ezen írásmód később szabványossá vált és a kralicei Biblia terjesztette el. Alkalmanként a közeli rokon szlovák nyelv is használta, amikor még nem alakult ki a szlovák irodalmi nyelv. A horvát ábécében Ljudevit Gaj jelentette meg 1830-ban, majd a szlovák, a szlovén, a szerb és a bosnyák ábécében is megjelent. Ezenkívül a balti, egyes uráli és más nyelvek ábécéjében is megtalálható.

## Használat

### Szláv nyelvek
A cseh ábécé 42., a szlovák ábécé 46., a szlovén ábécé 25. betűje, a szerbhorvát latin ábécé és a macedón ábécé 30. betűje (ezekben a cirill Ж átírásaként szerepel). A szorb ábécé 27. betűje, és megtalálható a belorusz latin ábécében.
Az orosz, az ukrán, a belorusz és a bolgár nyelvek transzliterációjában használatos.
A betű által jelölt hang zöngés posztalveoláris frikatíva (/ʒ/), kivéve az orosz Ж transzliterációjában, ahol zöngés retroflex frikatíva /ʐ/.
A lengyel nyelv megfelelő betűje a Ż/ż.

### Balti nyelvek
A litván ábécé 32., a lett 33. betűje.

### Uráli nyelvek
Az észt ábécé 20. betűje, ahol idegen szavakban fordul elő. A karéliai és vepsze ábécé 22. betűje, az északi számi ábécé 29. betűje, ahol az általa jelölt hang zöngés posztalveoláris frikatíva (d͡ʒ). A finn nyelvben a Z változataként szerepel.
A finn nyelvben a ž a džonkki és maharadža szavakban és az orosz és más nem latin ábécék transzliterációjában fordul elő. A finnben és az észtben a ž zh-ra cserélhető, ha technikailag nem vihető be.
A magyar nyelvben megfelelője a zs.

### Más nyelvek
- A türkmén ábécé 12. betűje, ejtése ʒ.
- A láz ábécé 33. betűje, ejtése d͡z.
- A szonghaj ábécé 27., utolsó betűje.
- A perzsa nyelv átírásában használatos a ژ-nak megfelelően.
- A lakota nyelv szabványos helyesírásában is használatos.
- Nem hivatalosan a ciprusi görög nyelv a görög nyelvben nem található ʒ lejegyzésére használja.
- Alkalmanként a szír nyelv átírásában a ʒ iráni eredetű szavakban való lejegyzésére használják, de gyakoribb a zh digráf.

## Bevitel
| Hexadecimális | Decimális | Név                               | Megjelenés |
| ------------- | --------- | --------------------------------- | ---------- |
| 017D          | 381       | LATIN CAPITAL LETTER Z WITH CARON | Ž          |
| 017E          | 382       | LATIN SMALL LETTER Z WITH CARON   | ž          |

## Fordítás
Ez a szócikk részben vagy egészben  a(z)   Ž című angol Wikipédia-szócikk ezen változatának fordításán alapul.  Az eredeti cikk szerkesztőit annak laptörténete sorolja fel. Ez a jelzés csupán a megfogalmazás eredetét és a szerzői jogokat jelzi, nem szolgál a cikkben szereplő információk forrásmegjelöléseként.